# 美国纽约北区联邦地区法院
美国纽约北区联邦地区法院 （引用时缩写为N.D.N.Y.）是美国94个、纽约州4个联邦地区法院之一。该法院审理后的案件需上诉至第二巡回法院，专利及《塔克法案》相关的案件需上诉至联邦巡回区法院。
纽约北区法院是之前的纽约联邦地区法院的继承者之一，后者于1814年4月9日被分割成了南北两区。北区中后又被分出西区，如今北区法院涵盖纽约上州的32个郡，其中有很多都跟加拿大接壤。

该法院在奥尔巴尼、宾汉姆顿、Plattsburgh、雪城及Utica设有法庭，在Watertown设有设施。该法院通过自动案件管理系统接受案件的审理。